# Лосевский (Шолоховский район)
Лосевский — хутор в Шолоховском районе Ростовской области России.
Входит в состав Дударевского сельского поселения.

## География
Расстояние до районного центра с учётом доступа транспортом — 44 км.
Хутор Лосевский долгое время был в составе Вёшенского казачьего юрта и известен с 1756 года. С 1920 года Лосевский входил в Дударевский сельсовет, в 1930 году он стал отделением Дударевского колхоза им. В. М. Молотова. В 2005 г. хутор вошёл в состав Дударевского сельского поселения.
Расположен Лосевский около крутых меловых гор с многочисленными ярами и балками. На вершине Гребешковской горы напротив центра хутора бьёт родник с чистой водой. Лосевцы называли его Гребешковым колодцем.
Окружали хутор леса, в котором росли дубы. В Фомичёвом пруду казаки ловили рыбу и охотились на птиц. Через хутор протекает река Малая Песковатка, разделяя его на две части. В Гремячей балке, расположенной на северо-востоке от Лосевки, берёт начало река Большая Гремячая.

### Улицы
- ул. Дорожная,
- ул. Зелёная,
- ул. Зелёный Клин,
- ул. Московская.

## История
В начале прошлого века лосевцы жили в традиционных казачьих хатах. Полы и потолки в куренях изготовляли из дубовых досок. Входная дверь в отсутствии хозяев не запиралась.
После революции в Лосевском была организована коммуна. В годы Великой Отечественной войны мужчины и женщины ушли на фронт. Лосевский не был в оккупации. Однако все горы у хутора были изрыты окопами на случай отступления советских войск. Сельчане принимали у себя беженцев с детьми.
После войны Лосевский разрастался. В нём появилась совхозная плантация, построены коровник и свиноферма, на которой выращивали около семи тысяч голов свиней. В селе был магазин, начальная школа.
В 1980-е годы в Лосевском был построен детский сад, школа, клуб на берегу Песковатки. Со временем все это было закрыто, население села сокращалось. В настоящее время в нём живут около 137 человек.

## Население
| 2010 |
| ---- |
| 140  |